# Die Kinder Húrins
Die Kinder Húrins (Originaltitel: englisch The Children of Húrin) ist ein auf der unvollendeten Geschichte Narn I Chîn Húrin (deutsch: Die Geschichte der Kinder Hurins) des englischen Schriftstellers J. R. R. Tolkien basierender Roman. Es wurden unterschiedliche, aus den Fragmenten rekonstruierte Versionen von seinem Sohn Christopher Tolkien in mehreren Fassungen und in mehreren Büchern herausgegeben. Zuletzt erschien die Geschichte 2007.

## Inhalt
Die folgende Inhaltsangabe will keine Nacherzählung einer einzelnen Version sein, sondern das Gemeinsame aller Versionen herausstellen.

### Inhaltsangabe
In der Geschichte, die im Ersten Zeitalter Mittelerdes spielt, geht es um Túrin Turambar und Nienor, die Kinder des Menschen Húrin, der als Lehnsmann der Elbenkönige im nördlichen Landstrich Dor-lómin, einem Teil Hithlums, herrscht.
In der katastrophalen Schlacht der ungezählten Tränen, der „Nirnaeth Arnoediad“, wird Húrin lebend gefangen genommen und vor den siegreichen Morgoth, den dunklen Feind, gebracht. Morgoth versucht von Húrin zu erfahren, wo der Elbenkönig Turgon die verborgene Stadt Gondolin errichtet hat, die als eines der wenigen Elbenreiche die Schlacht unbeschadet überstanden hat. Húrin, der als einziger lebender Nicht-Gondoliner die Lage der Stadt kennt, da er früher bereits mit seinem Bruder Huor dort gewesen ist, verweigert aber jede Auskunft. Darauf verflucht Morgoth Húrin und seine Familie und setzt ihn in einen Thronsessel an den Berggipfeln der Thangorodrim über seiner unterirdischen Festung. Er gibt ihm die Fähigkeit von dort aus das Schicksal seiner Familie in allen Details mit anzusehen, ohne eingreifen zu können.
Húrins Ehefrau Morwen sieht sich und ihre Familie nach der verlorenen Schlacht in Hithlum der Willkür der dort einfallenden Schergen Morgoths ausgeliefert. Sie beschließt, ihren Sohn Túrin (der nach dem Verschwinden seines Vaters der rechtmäßige Herrscher Hithlums wäre) zu dessen Sicherheit zum Elbenkönig Thingol nach Doriath in die Obhut zu geben, dessen Tochter Lúthien mit ihrem Verwandten Beren verheiratet ist. Nach dem Abschied Túrins wird Morwen Mutter einer kurz vor Húrins Abschied gezeugten Tochter, die sie Nienor, „Trauer“, nennt. Túrin wird von zwei Gefolgsleuten nach Doriath gebracht und von Thingol als Ziehsohn aufgenommen. Einer der beiden Führer kehrt nach Hithlum zurück. Er kann die stolze Morwen jedoch nicht überreden, ihre Heimat endgültig aufzugeben und ebenfalls nach Doriath zu kommen. So bringt er nur Geschenke von ihr nach dorthin zurück. Thingols Frau Melian die Maia erkennt bereits hier das üble Schicksal, das der Familie bevorsteht.
Túrin wächst im Wald von Doriath auf. Der Elb Beleg Cuthalion, einer von Thingols Heerführern, bringt ihm alles bei, was er wissen muss; zwischen den beiden entwickelt sich eine enge Freundschaft. Bei einem Essen an der Tafel Thingols wird Túrin von einem Gefolgsmann Thingols, einem Elben, der von den Menschen sehr wenig hält, so provoziert, dass Túrin dessen Tod verursacht. Daraufhin flieht Túrin vom Hofe Thingols, um seiner Verurteilung zu entgehen. Nachdem Thingol alle Einzelheiten erfahren hat, spricht er Túrin frei vom Tod des Provokateurs und wirft ihm nur übermäßigen Stolz vor.
Túrin hat Unterschlupf bei einer Bande von gesetzlosen Menschen gefunden, die in den vorangegangenen Kriegen Heimat und Familie verloren haben und sich nun mit Raubzügen durchschlagen. Beleg findet ihn dort nach langer Suche und teilt ihm seinen Freispruch mit, kann ihn aber dennoch nicht zur Rückkehr nach Doriath bewegen. Er schließt Túrin zuliebe sich selbst ebenfalls der Bande an und bewegt diese erfolgreich, lieber Orks als andere Menschen mit ihren Raubzügen zu überziehen. Beleg kann aber nicht eingreifen, als Túrin durch den Verrat des Kleinzwergs Mîm, in dessen Haus die Bande gegen den Willen Mîms Zuflucht genommen hatte, an die Orks ausgeliefert wird und von diesen verschleppt wird. Beleg verfolgt die Ork-Bande, verliert aber die Spur. Stattdessen trifft er auf einen Elb, der kurz zuvor aus langjähriger Gefangenschaft Morgoths geflohen ist. Zusammen finden sie die Orks wieder. Túrin ist so erschöpft, dass er tief schläft und Albträume von den Orks hat. Als Beleg ihm die Fesseln zerschneiden will, wacht Túrin auf, hält Beleg für einen Ork und tötet ihn. Der andere Elb kann ihn bändigen und zu einer nahegelegenen Quelle bringen, wo Túrin wieder zu sich kommt und erkennt, dass er seinen besten Freund getötet hat.
Zusammen gehen sie nach Nargothrond, dem verborgenen Reich des Elben Finrod Felagund, aus dem sein Retter stammt. Dort herrscht nach dem Tode Finrods inzwischen der unsichere und sehr vorsichtige Orodreth, der Túrin aber zunächst freundlich aufnimmt. Túrin unternimmt viele Streifzüge mit den Elben von Nargothrond und erwirbt sich deren Respekt; er bewegt die Großen des Reiches, gegen den Willen Orodreths, ihre nach der Katastrophe der Nirnaeth Arnoediad nur mehr heimliche, punktuelle Kriegführung gegen die Orks aufzugeben und diese wieder offen zu bekämpfen. Dazu lässt Túrin eine große Brücke vor den Toren Nargothronds über den Fluss Narog errichten, um den Auszug größerer Streitmächte zu ermöglichen. Es entwickelt sich eine Liebesbeziehung Túrins zur Elbin Finduilas, der Tochter Orodreths. Die Wassergottheit Ulmo warnt Orodreth und rät, die Brücke zu zerstören, aber Túrin setzt sich durch und verhindert dies.
Morgoth entsendet den Drachen Glaurung. Dieser dringt mit Hilfe von Túrins Brücke in Nargothrond ein und brennt dieses nieder, wobei Orodreth zu Tode kommt. Túrin blickt Glaurung ins Auge und glaubt den Worten des Drachen, dass seine Mutter und Schwester in Gefahr sind. Er ignoriert die Lage der von den Orks verschleppten Flüchtlinge aus Nargothrond (darunter Finduilas, mit der er inzwischen verlobt ist) und macht sich sofort auf nach Dor-lómin, wo er seine Familie weiterhin vermutet. So verschuldet er den Tod von Finduilas.
In der Zwischenzeit ist Morwen jedoch unter dem immer stärkeren Druck der Schergen Morgoths längst mit Nienor aufgebrochen und doch nach Doriath gezogen. Thingol nimmt die beiden auf. Als sie hören, dass Túrin lebt und in Nargothrond ist, gehen sie gegen den Willen des um ihre Sicherheit besorgten Thingol dorthin. Sie kommen dort aber erst nach der Zerstörung an und begegnen ebenfalls dem Drachen Glaurung, der sich in Nargothrond eingenistet hat. Beide werden getrennt. Nienor sieht dem Drachen ins Auge und irrt ohne Erinnerung an ihr früheres Leben umher.
In Dor-lómin wird Túrin von einer Verwandten empfangen, die inzwischen zwangsweise mit einem der Anhänger Morgoths verheiratet ist, aber die Reste von Húrins altem Volk heimlich unterstützt. Diese klärt ihn darüber auf, dass seine Familie fortgegangen ist. Túrin erkennt sich als vom Drachen betrogen und tötet im Zorn den Ehemann seiner Verwandten. Diese fordert ihn zur Flucht auf, zündet dann ihr eigenes Haus an und stirbt darin, um nicht den Verwandten ihres Mannes in die Hände zu fallen. Somit erkennt Túrin, dass sein Handeln einem weiteren ihm wohlgesinnten Menschen den Tod gebracht hat.
Túrin nimmt die Spur von Finduilas wieder auf, findet aber nur mehr ihre Grabstätte, die am Ort ihres Todes unter der Folter der Orks von Bewohnern eines nahegelegenen Walddorfes errichtet wurde. Ohne Ziel und Lebenszweck schließt er sich den Dorfbewohnern an und beschließt, seinen Namen fortan geheim zu halten und nie wieder zu kämpfen; dadurch glaubt er, seinem bösen Schicksal entkommen zu können. Er nennt sich somit jetzt Turambar, „Meister des Schicksals“. Etwas später trifft die verwirrte Nienor ebenfalls dort ein. Sie lernt wieder sprechen, gewinnt aber ihre Erinnerung nicht zurück. Túrin, der seine Schwester bei Thingol in Sicherheit glaubt, gibt Nienor den Namen Niniel. Die beiden Geschwister, die sich zuvor nie begegnet sind, beginnen in Unkenntnis ihrer Verwandtschaft eine Liebesbeziehung und heiraten kurz darauf.
Glaurung verfolgt Túrin weiterhin und greift das Dorf an. Túrin übernimmt entgegen seinem Beschluss die Verteidigung. Er lauert dem Drachen in einem engen Flusstal auf. Als Glaurung über die Klamm hinwegrobbt, stößt Túrin ihm sein Schwert in den Bauch. Die inzwischen hochschwangere Niniel vermisst Túrin, begibt sich auf die Suche und findet den fast toten Drachen und den bewusstlosen Túrin. Glaurung offenbart Niniel im Sterben Túrins und ihre eigene wahre Identität. Darauf erlangt Niniel ihre Erinnerung zurück und stürzt sich in Erkenntnis des Inzests zu Tode. Als Túrin seinerseits den Inzest mit Niniel erkennt und von ihrem Tod erfährt, stürzt er sich in sein Schwert Gurthang.
Nachdem Morgoth auf diese Weise die Familie Húrins vernichtet hat, lässt er Húrin frei. Húrin wandert durch Hithlum und weiter zu dem Walddorf, wo er Morwen stumm am Grab seiner Kinder findet, die in seinen Armen stirbt. Er geht weiter nach Nargothrond, tötet den nun dort hausenden Kleinzwerg Mîm, und kommt nach Doriath zu Thingol. Dort wirft er Thingol im sinnlosen Zorn das Nauglamir aus den Schätzen Nargothronds vor die Füße, als Kostgeld für seine Familie. Danach stürzt er sich ins westliche Meer und stirbt. Das Nauglamir bringt den Fluch Morgoths auch über Thingol und bedeutet später für sein Reich Doriath den Untergang.

### Zeittafel zum Ersten Zeitalter von Mittelerde
| | Annals of Beleriand I | Annals of Beleriand II | Grey Annals |
| --- | --------------------- | ---------------------- | ----------- |
| Schlacht der Ungezählten Tränen; Gefangennahme Húrins; Túrin ist acht Jahre alt; Morwen ist schwanger | 172                   | 272 > 472              | 472         |
| Anfang des Jahres wird Nienor geboren; Túrin geht nach Doriath                                        | 173                   | 273 > 473              | 473         |
| Túrin mit Beleg unterwegs                                                                             | 181                   | 281 > 481              | 481         |
| Túrin erschlägt Saeros                                                                                | 184                   | 284 > 484              | 484         |
| Túrin bei den Gesetzlosen                                                                             | 184 – 7               | 284 – 7 > 484 – 7      |             |
| Beleg taucht bei den Gesetzlosen auf                                                                  | 187                   | 287 > 487              | 487         |
| Túrin wird von Orks gefangen genommen; Beleg folgt ihm; Gwindor taucht auf; Túrin erschlägt Beleg     | 189                   | 289 > 489              | 489         |
| Túrin an der Quelle Ivrin; mit Gwindor nach Nargothrond                                               | 190                   | 290 > 490              | 490         |
| Aufenthalt in Nargothrond                                                                             | 190 – 5               | 290 – 5 > 490 – 5      | 490 – 5     |
| Morwen und Nienor verlassen Hithlum und kommen nach Doriath                                           | 194                   | 294 > 494              | 494         |
| Glaurung greift Nargothrond an; in Doriath wird Túrins Teilnahme an der Schlacht bekannt              | 195                   | 295 > 495              | 495         |
| Túrin geht nach Hithlum, findet aber Morwen nicht; er kommt zu den Waldmenschen                       | 195 – 6               | 295 – 6 > 495 – 6      | 495 – 6     |
| Morwen geht nach Nargothrond; Nienor folgt ihr; sie verirren sich; Nienor kommt zu den Waldmenschen   | 196                   | 296 > 496              | 496         |
| Nienor lebt bei den Waldmenschen; Beginn der Beziehung zu Túrin                                       | 197 – 8               | 297 – 8 > 497 – 8      | 497 – 8     |
| Túrin heiratet Nienor                                                                                 | 198                   | 298 > 498              | 498         |
| Glaurung sucht Túrin und wird von ihm erschlagen; Húrin wird freigelassen                             | 199                   | 299 > 499              | 499         |
| Húrin kommt nach Nargothrond und nach Doriath                                                         | 200                   | 300 > 500              | 500 – 502   |

Wie deutlich zu sehen ist, hat Tolkien an der inneren Chronologie wenig verändert; die Verschiebung resultiert aus Veränderungen, die vor dieser Geschichte liegen.

### Fiktive Entstehungsgeschichte
Wie alle Geschichten aus dem Ersten Zeitalter, hat Tolkien auch die Túrin-Saga nicht allein als solche dargeboten, sondern hat sie mit einer fiktiven Überlieferungsgeschichte versehen. In den Tales wird sie Eriol von einem Elben erzählt. Die Narn hat eine Einleitung, in der erklärt wird, dass ein Mensch namens Dirhaval (zuerst: Dirhavel) die Überlieferungen über Túrin kurz vor Ende des Ersten Zeitalters gesammelt hätte und in einer eigens dafür entwickelten Strophenform niedergeschrieben hätte. Dirhaval verschwindet bei dem Angriff der Feanor-Nachkommen auf die Häfen an der Sirionmündung. Dieses Gedicht wurde Aelfwine (der die Eriol-Figur später ersetzte) vorgetragen. Die Gedichtform erinnerte ihn an eine Form, die er aus Gedichten der Menschen kannte. Dabei kann es sich nur um die germanischen Stabreime handeln. Er selbst hat den Text aber dann in Prosa in die Menschensprache übertragen. Alle anderen großen Gedichte wurden Ælfwine von dem Elben Pengolodh von Gondolin vorgetragen, der an den Häfen am Sirion alle Gedichte gesammelt und mit Anmerkungen versehen hat. Er wird zwar bei der Narn nicht ausdrücklich erwähnt, es ist aber stark anzunehmen, dass auch hier er als Vermittler zu denken ist. Nach Tolkiens Aufgabe der Eriol/Aelfwine-Gestalt muss der Text in den Übersetzungen Bilbos aus dem Elbischen landen, die ihm nun als fiktive Quelle für die Geschichten des ersten Zeitalters dienen. Dafür hat Tolkien zwei Möglichkeiten erwogen. Entweder nimmt Pengolodh seine Bücher mit nach Tol Eressëa und liest sie später Elendil vor, der Abschriften davon mit nach Gondor nimmt. Oder Pengolodh bleibt nach dem Ende des Ersten Zeitalters bei Elrond, wo er die Geschichten direkt an Bilbo weitergeben kann.

## Entstehungsgeschichte
Die Kinder Húrins ist eine der ersten Geschichten Tolkiens, die seine fiktive Mythologie um Mittelerde zum Thema hat. Im Laufe seines Lebens schrieb er mehrere Fassungen, die jedoch meist unvollendet oder unvollständig geblieben sind. Sein Sohn und literarischer Nachlassverwalter Christopher Tolkien hat nach dem Tod seines Vaters einige dieser Versionen in verschiedenen Büchern herausgegeben.

### Tale
Während des Ersten Weltkrieges hat Tolkien einen ganzen Zyklus geschrieben, der die ersten Fassungen seiner Mythen enthält. Der gesamte Zyklus ist in eine Rahmenerzählung eingebettet, in der ein gewisser Eriol die Geschichte erzählt bekommt. Eine davon ist Turin and the Foalókë. Diese Fassung wurde zwischen Ende 1918 und Mitte 1919 niedergeschrieben, zuerst mit Bleistift, dann darüber mit Tinte, wobei Tolkiens Frau Edith oft die Endfassung geschrieben hat.

### Lay
Nach seinem Umzug nach Leeds hat Tolkien zwischen 1920 und 1925 versucht, den Stoff in ein Stabreim-Gedicht umzuarbeiten: The Lay of the Children of Húrin. Bei einem Lay handelt es sich nicht einfach um ein Lied, das hätte Tolkien auch song nennen können. Vielmehr handelt es sich um eine spezielle Form, die im Mittelalter im Französischen als Lai und im Deutschen als Laich bekannt war. Besonders bekannt war der Zyklus von Lais einer Marie de France, der Themen der Artus-Sage zum Inhalt hatte, der Tolkien mit Sicherheit bekannt war. Von diesem Lay sind zwei Fassungen erhalten, von denen jeweils ein Manuskript und ein Typoskript existiert. Von Fassung zu Fassung hat Tolkien den Titel geändert: The Golden Dragon > Túrin Son of Húrin & Glórund the Dragon > Túrin > The Children of Húrin. Die erste Fassung erzählt in 2276 Zeilen oder 56 Druckseiten die Geschichte bis zum Aufenthalt in Nargothrond. Die zweite Fassung erzählt in 817 Zeilen oder 20 Druckseiten die Geschichte bis zur Flucht aus Doriath.

### Quenta
Nach seiner Rückkehr nach Oxford hat Tolkien eine Zusammenfassung aller seiner Epen geschrieben, um dem Leser die Zusammenhänge deutlicher zu machen. Darin nimmt die Túrin-Saga einen breiten Raum ein. Aus dieser Zusammenfassung wurde die Quenta Noldorinwa, die ebenfalls die Túrin-Geschichte einbezieht. Schließlich entstand daraus die Quenta Silmarillion die aber im Kapitel über Túrin abbricht.

### Narn
Nach Veröffentlichung des Herrn der Ringe hat Tolkien seine alten Epen erneut überarbeitet. Die Túrin-Saga hat er zu der fast vollendeten Narn I Chîn Húrin ausgeweitet.
Bei einer Narn handelt es sich um ein Wort aus Tolkiens fiktiven Sprachen, womit er ein Gedicht bezeichnet, das zwar in Versen geschrieben ist, aber erzählt und nicht gesungen wird. Diese Erklärung findet sich nur in der Einleitung der Narn.

### Die Teile der Narn und ihre Veröffentlichung
| Tale              | Lay I            | Lay II           | Narn                                                             |
| ----------------- | ---------------- | ---------------- | ---------------------------------------------------------------- |
| fehlt             | fehlt            | fehlt            | Einleitung (in: War of the Jewels)                               |
| fehlt             | fehlt            | fehlt            | Túrins Kindheit (in: Nachrichten aus ME & Die Kinder Hurins)     |
| Úrin & Melko      | Húrin & Morgoth  | Húrin & Morgoth  | Húrin & Morgoth (in: Nachrichten aus ME & Die Kinder Hurins)     |
| Túrin in Doriath  | Túrin in Doriath | Túrin in Doriath | Túrin in Doriath (in: Nachrichten aus ME & Die Kinder Hurins)    |
| Beleg             | Beleg            | fehlt            | Bei den Gesetzlosen (in: Nachrichten aus ME & Die Kinder Hurins) |
| Failivrin         | Failivrin        | fehlt            | In Nargothrond (in: Silmarillion & Die Kinder Hurins)            |
| In Brethil        | fehlt            | fehlt            | In Brethil (in: Nachrichten aus ME & Die Kinder Hurins)          |
| Úrins Wanderungen | fehlt            | fehlt            | Húrins Wanderungen (in: War of the Jewels)                       |

### Entstehungszeiten der Teile
Die folgende Tabelle gibt an, welche Texte wann geschrieben wurden und inwiefern sie nebeneinander zu lesen sind.
| Rahmenerzählung | Langfassung | Kurzfassung         | Annalen                | Entstehungszeit |
| --------------- | ----------- | ------------------- | ---------------------- | --------------- |
| Eriol           | Tale        | fehlt               | fehlt                  | 1918–1919       |
|                 | Lay         | fehlt               | fehlt                  | 1920–1925       |
|                 |             | Skizze              | fehlt                  | 1926–1929       |
|                 |             | Quenta Noldorinwa   | Annals of Beleriand I  | 1930            |
| Aelfwine        |             | Quenta Silmarillion | Annals of Beleriand II | 1931–1937       |
|                 | Narn        | Quenta Silmarillion | Grey Annals            | circa 1950–1960 |

## Veröffentlichungsgeschichte und Rezeption

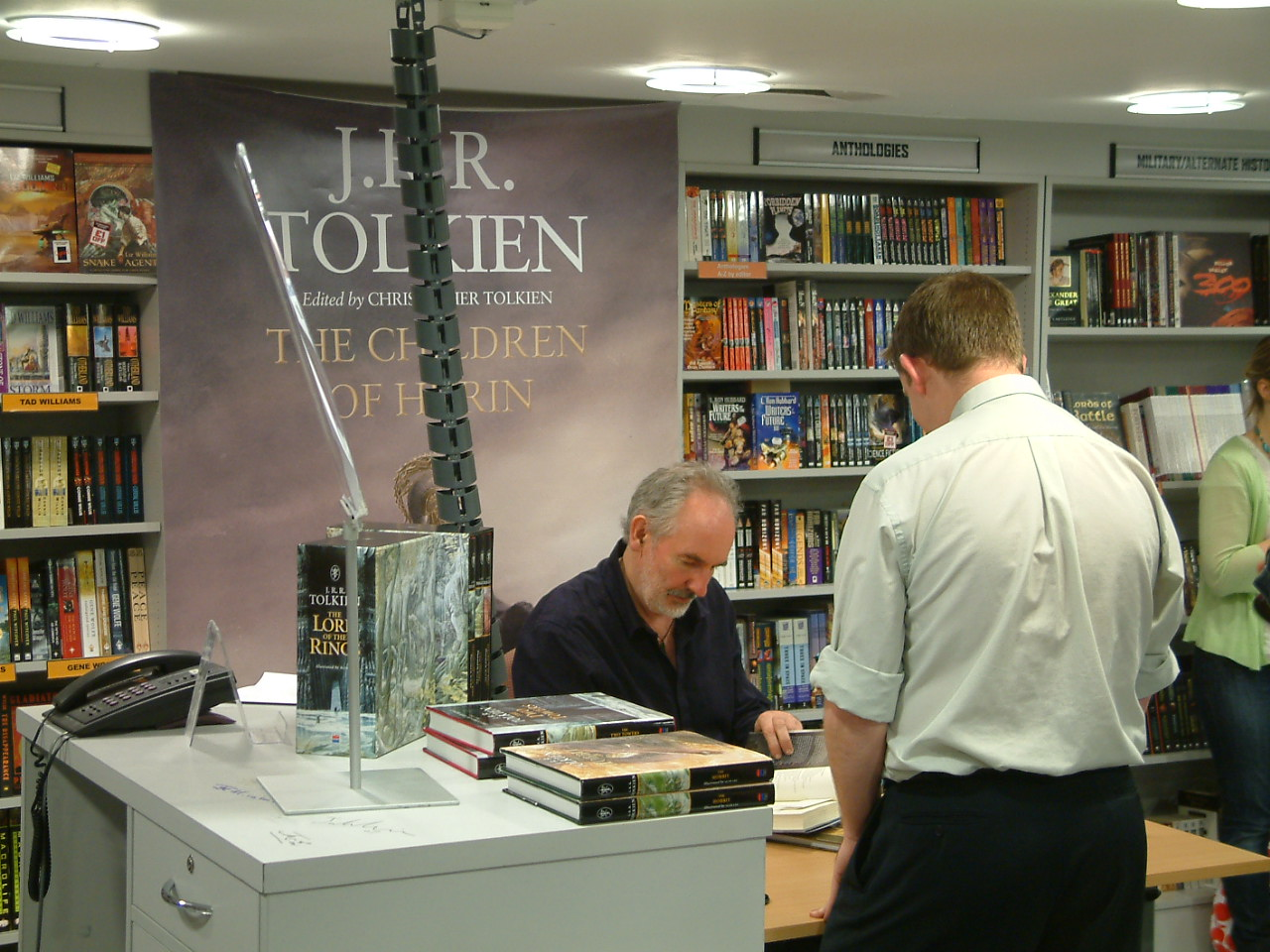
Illustrator Alan Lee signiert The Children of Húrin (2005)

Zu Lebzeiten Tolkiens wurde bis auf kurze Anspielungen im Herrn der Ringe nichts von der Túrin-Saga veröffentlicht.
Erst nach seinem Tod machte sich sein Sohn Christopher Tolkien daran, den Nachlass zu publizieren. Zuerst stand er vor dem Problem, dass er viele unabhängige und unvollendete lange Erzählungen und eine kurze Zusammenfassung (die Quenta Silmarillion) vor sich hatte. Entweder hätte er alle Texte in der ihm vorliegenden Form veröffentlichen oder gar nichts unternehmen können. Die bereits vorhandene Leserschaft, die an Texte wie den Hobbit oder den Herrn der Ringe gewöhnt war, hätte das eine nicht genießen und das andere nicht verstehen können. Also beschloss er die Zusammenfassung als Grundlage zu nehmen und die Kapitel, von denen Langfassungen vorhanden waren, mit deren Hilfe auszubauen. Das Ergebnis war das Silmarillion von 1977. Die für Túrin wichtigen Kapitel XX (Nirnaeth Arnoediad) und XXI (Túrin Turambar) wurden mit Stücken aus der Narn erweitert. In dieser Form entsprach das entstandene Buch nicht den Vorstellungen Tolkiens. Christopher Tolkien war sich dessen bewusst, die Leserschaft hätte aber eine andere Form damals nicht goutiert. Dennoch galt bereits diese Veröffentlichung als schwieriges Buch.
1980 nahm Christopher Tolkien die am weitesten ausgearbeiteten Erzählungen (Tuor und Túrin) und veröffentlichte sie in einem Band, mit weiteren Texten, den Unfinished Tales. Darin verwendete er zwar die Narn nahezu wörtlich, ließ aber die Stellen aus, die er bereits im Silmarillion verwendet hatte. Hier und schon im vorausgegangenen Silmarillion änderte er den Titel von Narn I Chîn Húrin zu Narn I Hîn Húrin, da er befürchtete, dass der englische Leser das Chîn wie chin aussprechen könnte. Dies hat er später wieder zurückgenommen. Die Lektüre dieser Texte war schon erheblich erschwert, da sie fragmentarisch und mit Zwischenkommentaren Christopher Tolkiens geboten wurden. Dieses Buch wurde unter dem Titel Nachrichten aus Mittelerde ins Deutsche übersetzt.
Nach diesen beiden Bänden begann Christopher Tolkien dann doch, das gesamte (oder zumindest nahezu gesamte) Material vorzulegen. Dies tat er in der dreizehnbändigen Serie The History of Middle-earth.
Im zweiten Band, den Lost Tales Part II (1984), veröffentlichte er die älteste Fassung, die Tale of Turambar. Von den 13 Bänden der englischen Ausgabe wurden nur die ersten beiden auf Deutsch unter dem Titel Das Buch der verschollenen Geschichten (1986/87) veröffentlicht.
Im dritten Band, den Lays of Beleriand (1985), veröffentlichte er die verschiedenen Fassungen des unvollendeten Stabreimgedichts.
In den Bänden vier und fünf, The Shaping of Middle-Earth und The Lost Road, sowie im elften Band The War of the Jewels veröffentlichte er verschiedene Fassungen des Kapitels aus der ursprünglichen Quenta Silmarillion , die er für die Veröffentlichung von 1977 durch Stücke aus der Narn ersetzt hatte. In Letzteren druckte er auch die Einleitung der Narn, die er schon in den Unfinished Tales erwähnt hatte und das Abschlusskapitel, die Wanderungen Húrins, ab. Damit lag Stück für Stück der gesamte Text der Narn und aller Vorstufen vor, allerdings verstreut über verschiedene Bände. Bis auf die beiden Bände der Lost Tales ist diese Serie nicht ins Deutsche übersetzt worden. Deshalb und wegen der komplexen Struktur und Darbietung der Texte haben diese Bände nur wenige Leser gefunden.
Im Jahr 2007 hat Christopher Tolkien erneut ein Buch zur Túrin-Saga veröffentlicht: The Children of Húrin (deutsch: Die Kinder Húrins). Grundlage des neuen Textes ist die Narn. Allerdings fehlen die Einleitung und die Wanderungen Húrins, die bereits in War of the Jewels veröffentlicht sind. Auch die Namen der Personen entsprechen nicht dem Zustand von letzter Hand, was Christopher Tolkien selbst schreibt. Die Illustrationen des Buches lieferte der britische Künstler Alan Lee.

## Vorlagen
- Völsunga saga: Um den Drachen Fáfnir zu töten, hebt Sigurd eine Grube aus, um die ungeschützte Unterseite des Drachen treffen zu können. Auch das Inzest-Motiv kommt in der Völsungen-Sage vor.
- Kalevala: Es scheint Parallelen zu Kullervo (The Story of Kullervo) zu geben. Túrin tötet seinen Kameraden Beleg, heiratet seine Schwester Nienor und das alles auf der Flucht vor dem verhängten Schicksal. Als den beiden bewusst wird, dass sie Geschwister sind, stürzt sich Nienor in einen Fluss und Túrin in sein Schwert. Ihr Vater Húrin muss alles mitansehen und kann nicht eingreifen.
- Die Geschichte von Sinuhe: In der aus der 12. Dynastie Ägyptens überlieferten Geschichte flieht der Held Sinuhe, da er befürchtet, verurteilt zu werden. Nachdem er sich mehrere Jahre unter den Beduinen Syriens aufgehalten hat, erreicht ihn ein Bote des Königs Sesostris I., der ihm mitteilt, dass er in Ehren an den Hof zurückkehren kann. Tolkien könnte die Geschichte über seinen ägyptologischen Kollegen Alan Gardiner in Oxford bekannt gewesen sein.
- König Ödipus von Sophokles: Zwar tötet Ödipus seinen Vater Laios und heiratet seine Mutter Iokaste, allerdings sind diese Parallelen nicht so überzeugend, da Tolkien die griechische Mythologie kaum rezipiert hat, und die Ähnlichkeiten zur Kalevala, die Tolkien nachweislich auch sonst heranzog, viel größer sind (Schwester nicht Mutter).[32]

## Weitere Epen aus dem Ersten Zeitalter
Tolkien benennt selbst drei der Geschichten seiner fiktiven Welt als die zentralen unter den Erzählungen des Ersten Zeitalters. Tatsächlich sind Teile davon (z. B. Namen und einzelne Elemente der Geschichten) schon in seinen frühesten Aufzeichnungen aus den 1910er Jahren nachweisbar. Es sind dies neben der Turin-Sage:
- Lay of Leithian
- Von Tuor und dem Fall von Gondolin

Tolkien hat diese drei Geschichten intensiv und immer wieder überarbeitet und in sehr unterschiedlichen Stadien der Fertigstellung hinterlassen. In der Veröffentlichung der Turin-Geschichte 2007 weist Christopher Tolkien darauf hin, dass der Zustand der anderen beiden Epen weit fragmentarischer ist und an rekonstruierende Veröffentlichungen (wie bei Turin) deswegen nicht zu denken sei.